# عاشیق غریب (اپرا)

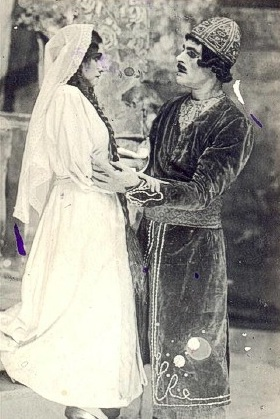
صحنه‌ای از اورای عاشیق غریب

عاشیق غریب (ترکی آذربایجانی: Aşıq Qərib) اولین اپرایی بود که ذوالفقار حاجی‌بیف، آهنگساز شناخته شده آذربایجانی، در سال ۱۹۱۶ بر اساس داستان همنام تصنیف کرد. این اپرا برای نخستین بار در تئاتر حاجی زین‌العابدین تقی‌یف در باکو روی صحنه رفت.
بازیگران و خوانندگانی چون حسین‌قلی سرابسکی، حسین‌آقا حاجی‌بابایف و غیره… در صحنه‌های اصلی اپرا ایفای نقش کردند. احمد بدلبیگلی معروف به احمد آغ‌دامسکی، ربابه مرادوا و… نیز در بخش «شاه‌سنم»، دوست دختر عاشیق غریب، نقش داشتند.